# Kārsava (stacja kolejowa)
Kārsava (ros. Карсава) – stacja kolejowa w miejscowości Bozova, w gminie Kārsava, na Łotwie. Leży na linii dawnej Kolei Warszawsko-Petersburskiej. Nazwa pochodzi od pobliskiego miasta Kārsava (pol. Korsówka). Jest to łotewska stacja graniczna na granicy z Rosją.
Stacja powstała w XIX w. pomiędzy stacjami Iwanowsk a Pondery. W latach międzywojennych przebieg granicy łotewsko-sowieckiej był inny niż współczesnej granicy łotewsko-rosyjskiej. Tym samym Kārsava nie była ostatnią łotewską stacją przed granicą z Sowietami.